# Liste des subdivisions administratives de l'Anhui

L'Anhui

Cet article recense les subdivisions administratives de l'Anhui, en république populaire de Chine.

## Statistiques
La structure administrative de l'Anhui, province de la république populaire de Chine, est organisée de la façon suivante, sur les trois premiers niveaux de subdivision :
- 17 subdivisions de niveau préfectoral, toutes villes-préfectures
- 105 subdivisions de niveau districtal :
  - 56 xian
  - 44 districts
  - 5 villes-districts
- 1 936 subdivisions de niveau cantonal :
  - 997 bourgs
  - 710 cantons
  - 220 sous-districts
  - 9 cantons ethniques

## Liste

### Niveau préfectoral

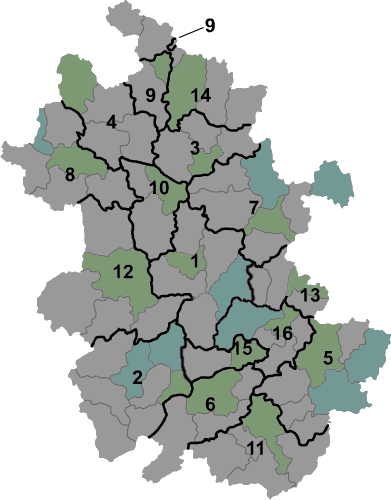
Carte de l'Anhui indiquant son découpage au niveau préfectoral (traits gras) et au niveau districtal (traits plus clairs).

Le tableau ci-dessous recense les subdivisions de l'Anhui au niveau préfectoral. Le numéro fait référence à la carte ci-contre.
| #  | Nom       | Type             | Chinois  | Pinyin        |
| -- | --------- | ---------------- | -------- | ------------- |
| 2  | Anqing    | Ville-préfecture | 安庆市   | Ānqìng Shì    |
| 3  | Bengbu    | Ville-préfecture | 蚌埠市   | Bèngbù Shì    |
| 4  | Bozhou    | Ville-préfecture | 亳州市   | Bózhōu Shì    |
| 5  | Chaohu    | Ville-préfecture | 巢湖市   | Cháohú Shì    |
| 6  | Chizhou   | Ville-préfecture | 池州市   | Chízhōu Shì   |
| 7  | Chuzhou   | Ville-préfecture | 滁州市   | Chúzhōu Shì   |
| 8  | Fuyang    | Ville-préfecture | 阜阳市   | Fùyáng Shì    |
| 1  | Hefei     | Ville-préfecture | 合肥市   | Héféi Shì     |
| 9  | Huaibei   | Ville-préfecture | 淮北市   | Huáiběi Shì   |
| 10 | Huainan   | Ville-préfecture | 淮南市   | Huáinán Shì   |
| 11 | Huangshan | Ville-préfecture | 黄山市   | Huángshān Shì |
| 12 | Lu'an     | Ville-préfecture | 六安市   | Lù'ān Shì     |
| 13 | Ma'anshan | Ville-préfecture | 马鞍山市 | Mǎ'ānshān Shì |
| 14 | Suzhou    | Ville-préfecture | 宿州市   | Sùzhōu Shì    |
| 15 | Tongling  | Ville-préfecture | 铜陵市   | Tónglíng Shì  |
| 16 | Wuhu      | Ville-préfecture | 芜湖市   | Wúhú Shì      |
| 17 | Xuancheng | Ville-préfecture | 宣城市   | Xuānchéng Shì |

### Niveau districtal
Le tableau ci-dessous recense les subdivisions de l'Anhui au niveau districtal.
| Niveau préf. | Nom          | Type           | Chinois  | Pinyin          |
| ------------ | ------------ | -------------- | -------- | --------------- |
| Anqing       | Daguan       | District       | 大观区   | Dàguān Qū       |
| Anqing       | Yingjiang    | District       | 迎江区   | Yíngjiāng Qū    |
| Anqing       | Yixiu        | District       | 宜秀区   | Yíxiù Qū        |
| Anqing       | Tongcheng    | Ville-district | 桐城市   | Tóngchéng Shì   |
| Anqing       | Huaining     | Xian           | 怀宁县   | Huáiníng Xiàn   |
| Anqing       | Qianshan     | Xian           | 潜山县   | Qiánshān Xiàn   |
| Anqing       | Susong       | Xian           | 宿松县   | Sùsōng Xiàn     |
| Anqing       | Taihu        | Xian           | 太湖县   | Tàihú Xiàn      |
| Anqing       | Wangjiang    | Xian           | 望江县   | Wàngjiāng Xiàn  |
| Anqing       | Yuexi        | Xian           | 岳西县   | Yuèxī Xiàn      |
| Anqing       | Zongyang     | Xian           | 枞阳县   | Zōngyáng Xiàn   |
| Bengbu       | Bengshan     | District       | 蚌山区   | Bèngshān Qū     |
| Bengbu       | Huaishang    | District       | 淮上区   | Huáishàng Qū    |
| Bengbu       | Longzihu     | District       | 龙子湖区 | Lóngzǐhú Qū     |
| Bengbu       | Yuhui        | District       | 禹会区   | Yǔhuì Qū        |
| Bengbu       | Guzhen       | Xian           | 固镇县   | Gùzhèn Xiàn     |
| Bengbu       | Huaiyuan     | Xian           | 怀远县   | Huáiyuǎn Xiàn   |
| Bengbu       | Wuhe         | Xian           | 五河县   | Wǔhé Xiàn       |
| Bozhou       | Qiaocheng    | District       | 谯城区   | Qiáochéng Qū    |
| Bozhou       | Lixin        | Xian           | 利辛县   | Lìxīn Xiàn      |
| Bozhou       | Mengcheng    | Xian           | 蒙城县   | Méngchéng Xiàn  |
| Bozhou       | Woyang       | Xian           | 涡阳县   | Wōyáng Xiàn     |
| Chaohu       | Juchao       | District       | 居巢区   | Jūcháo Qū       |
| Chaohu       | Hanshan      | Xian           | 含山县   | Hánshān Xiàn    |
| Chaohu       | He           | Xian           | 和县     | Hé Xiàn         |
| Chaohu       | Lujiang      | Xian           | 庐江县   | Lújiāng Xiàn    |
| Chaohu       | Wuwei        | Xian           | 无为县   | Wúwéi Xiàn      |
| Chizhou      | Guichi       | District       | 贵池区   | Guìchí Qū       |
| Chizhou      | Dongzhi      | Xian           | 东至县   | Dōngzhì Xiàn    |
| Chizhou      | Qingyang     | Xian           | 青阳县   | Qīngyáng Xiàn   |
| Chizhou      | Shitai       | Xian           | 石台县   | Shítái Xiàn     |
| Chuzhou      | Langya       | District       | 琅琊区   | Lángyá Qū       |
| Chuzhou      | Nanqiao      | District       | 南谯区   | Nánqiáo Qū      |
| Chuzhou      | Mingguang    | Ville-district | 明光市   | Míngguāng Shì   |
| Chuzhou      | Tianchang    | Ville-district | 天长市   | Tiāncháng Shì   |
| Chuzhou      | Dingyuan     | Xian           | 定远县   | Dìngyuǎn Xiàn   |
| Chuzhou      | Fengyang     | Xian           | 凤阳县   | Fèngyáng Xiàn   |
| Chuzhou      | Lai'an       | Xian           | 来安县   | Lái'ān Xiàn     |
| Chuzhou      | Quanjiao     | Xian           | 全椒县   | Quánjiāo Xiàn   |
| Fuyang       | Yingdong     | District       | 颍东区   | Yǐngdōng Qū     |
| Fuyang       | Yingquan     | District       | 颍泉区   | Yǐngquán Qū     |
| Fuyang       | Yingzhou     | District       | 颍州区   | Yǐngzhōu Qū     |
| Fuyang       | Jieshou      | Ville-district | 界首市   | Jièshǒu Shì     |
| Fuyang       | Funan        | Xian           | 阜南县   | Fùnán Xiàn      |
| Fuyang       | Linquan      | Xian           | 临泉县   | Línquán Xiàn    |
| Fuyang       | Taihe        | Xian           | 太和县   | Tàihé Xiàn      |
| Fuyang       | Yingshang    | Xian           | 颍上县   | Yǐngshàng Xiàn  |
| Hefei        | Baohe        | District       | 包河区   | Bāohé Qū        |
| Hefei        | Luyang       | District       | 庐阳区   | Lúyáng Qū       |
| Hefei        | Shushan      | District       | 蜀山区   | Shǔshān Qū      |
| Hefei        | Yaohai       | District       | 瑶海区   | Yáohǎi Qū       |
| Hefei        | Changfeng    | Xian           | 长丰县   | Chángfēng Xiàn  |
| Hefei        | Feidong      | Xian           | 肥东县   | Féidōng Xiàn    |
| Hefei        | Feixi        | Xian           | 肥西县   | Féixī Xiàn      |
| Huaibei      | Duji         | District       | 杜集区   | Dùjí Qū         |
| Huaibei      | Lieshan      | District       | 烈山区   | Lièshān Qū      |
| Huaibei      | Xiangshan    | District       | 相山区   | Xiàngshān Qū    |
| Huaibei      | Suixi        | Xian           | 濉溪县   | Suīxī Xiàn      |
| Huainan      | Bagongshan   | District       | 八公山区 | Bāgōngshān Qū   |
| Huainan      | Datong       | District       | 大通区   | Dàtōng Qū       |
| Huainan      | Panji        | District       | 潘集区   | Pānjí Qū        |
| Huainan      | Tianjia'an   | District       | 田家庵区 | Tiánjiā'ān Qū   |
| Huainan      | Xiejiaji     | District       | 谢家集区 | Xièjiājí Qū     |
| Huainan      | Fengtai      | Xian           | 凤台县   | Fèngtái Xiàn    |
| Huangshan    | Huangshan    | District       | 黄山区   | Huángshān Qū    |
| Huangshan    | Huizhou      | District       | 徽州区   | Huīzhōu Qū      |
| Huangshan    | Tunxi        | District       | 屯溪区   | Túnxī Qū        |
| Huangshan    | Qimen        | Xian           | 祁门县   | Qímén Xiàn      |
| Huangshan    | She          | Xian           | 歙县     | Shè Xiàn        |
| Huangshan    | Xiuning      | Xian           | 休宁县   | Xiūníng Xiàn    |
| Huangshan    | Yi           | Xian           | 黟县     | Yī Xiàn         |
| Lu'an        | Jin'an       | District       | 金安区   | Jīn'ān Qū       |
| Lu'an        | Yu'an        | District       | 裕安区   | Yù'ān Qū        |
| Lu'an        | Huoqiu       | Xian           | 霍邱县   | Huòqiū Xiàn     |
| Lu'an        | Huoshan      | Xian           | 霍山县   | Huòshān Xiàn    |
| Lu'an        | Jinzhai      | Xian           | 金寨县   | Jīnzhài Xiàn    |
| Lu'an        | Shou         | Xian           | 寿县     | Shòu Xiàn       |
| Lu'an        | Shucheng     | Xian           | 舒城县   | Shūchéng Xiàn   |
| Ma'anshan    | Huashan      | District       | 花山区   | Huāshān Qū      |
| Ma'anshan    | Jinjiazhuang | District       | 金家庄区 | Jīnjiāzhuāng Qū |
| Ma'anshan    | Yushan       | District       | 雨山区   | Yǔshān Qū       |
| Ma'anshan    | Dangtu       | Xian           | 当涂县   | Dāngtú Xiàn     |
| Suzhou       | Yongqiao     | District       | 埇桥区   | Yǒngqiáo Qū     |
| Suzhou       | Dangshan     | Xian           | 砀山县   | Dàngshān Xiàn   |
| Suzhou       | Lingbi       | Xian           | 灵璧县   | Língbì Xiàn     |
| Suzhou       | Si           | Xian           | 泗县     | Sì Xiàn         |
| Suzhou       | Xiao         | Xian           | 萧县     | Xiāo Xiàn       |
| Tongling     | Jiao         | District       | 郊区     | Jiāo Qū         |
| Tongling     | Shizishan    | District       | 狮子山区 | Shīzishān Qū    |
| Tongling     | Tongguanshan | District       | 铜官山区 | Tóngguānshān Qū |
| Tongling     | Tongling     | Xian           | 铜陵县   | Tónglíng Xiàn   |
| Wuhu         | Jinghu       | District       | 镜湖区   | Jìnghú Qū       |
| Wuhu         | Jiujiang     | District       | 鸠江区   | Jiūjiāng Qū     |
| Wuhu         | Sanshan      | District       | 三山区   | Sānshān Qū      |
| Wuhu         | Yijiang      | District       | 弋江区   | Yìjiāng Qū      |
| Wuhu         | Fanchang     | Xian           | 繁昌县   | Fánchāng Xiàn   |
| Wuhu         | Nanling      | Xian           | 南陵县   | Nánlíng Xiàn    |
| Wuhu         | Wuhu         | Xian           | 芜湖县   | Wúhú Xiàn       |
| Xuancheng    | Xuanzhou     | District       | 宣州区   | Xuānzhōu Qū     |
| Xuancheng    | Ningguo      | Ville-district | 宁国市   | Níngguó Shì     |
| Xuancheng    | Guangde      | Xian           | 广德县   | Guǎngdé Xiàn    |
| Xuancheng    | Jing         | Xian           | 泾县     | Jīng Xiàn       |
| Xuancheng    | Jingde       | Xian           | 旌德县   | Jīngdé Xiàn     |
| Xuancheng    | Jixi         | Xian           | 绩溪县   | Jìxī Xiàn       |
| Xuancheng    | Langxi       | Xian           | 郎溪县   | Lángxī Xiàn     |